# Đắm thuyền ngoài khơi Libya 2009

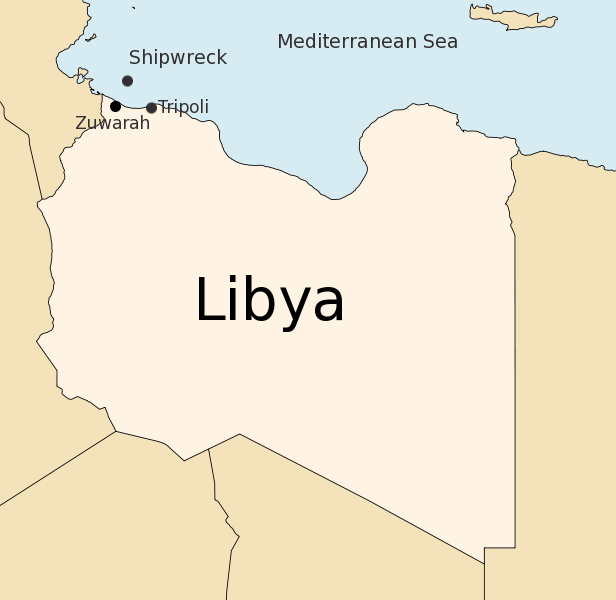
Vị trí đắm tàu

Một số thuyền chở người di cư bất hợp pháp bị lật ở ngoài khơi Libya vào Thứ Sáu 27 tháng 3 năm 2009, khi đang trên đường từ châu Phi tới châu Âu, hơn 300 người đã chết và mất tích. Sự việc xảy ra trong lúc có sự gia tăng về số người di dân bất hợp pháp sang châu Âu.

## Di cư bất hợp pháp
Libya được là địa điểm trung chuyển người di cư bất hợp pháp để tìm cuộc sống mới tại châu Âu. Trong số những người di cư có rất nhiều người Ai Cập do nơi này có tỷ lệ thất nghiệp tăng cao. Hàng năm có tới hàng chục ngàn người di cư bất hợp pháp qua đường biển từ châu Phi đã đến được châu Âu. Riêng trong năm 2008, hơn 30.000 người di cư bất hợp pháp đã đến Ý.
Địa điểm cập bến ưa thích của những người di cư bất hợp pháp thường là Ý. Ý đã thông báo rằng nước này sẽ sớm bắt đầu các cuộc tuần tra trên biển với Libya nhằm ngăn chặn dòng chảy người di cư bất hợp pháp.

## Xác nhận chìm thuyền
Theo Tổ chức Di cư Quốc tế, ngày 27 tháng 3, một chiếc thuyền trở 250 người đã bị chìm ngoài khơi vùng biển Libya. Người phát ngôn của Tổ chức Di cư Quốc tế, ông Jean-Philippe Chauzy, nói thông tin này đã được các nguồn tin ngoại giao xác nhận.
Theo các quan chức Libya, khoảng 21 người đã được cứu sống, và hơn 200 người mất tích. Chiếc thuyền đã gặp trục trặc ngay sau khi khởi hành từ Sidi Bilal, gần thủ đô Tripoli của Libya. Các hoạt động tìm kiếm và cứu nạn tìm thấy được xác của những người bị chết đuối, trong đó có khoảng 10 người Ai Cập. Có ít nhất 21 xác người đã được lực lượng tuần duyên Libya tìm thấy gần xác chiếc tàu. Tại Cairo, theo ông Ahmed Rizk, một quan chức ngoại giao Ai Cập, chiếc thuyền này đã bị đắm khi cách đất liền khoảng 30 km.

## Tàu khác
Một chiếc tàu thứ hai, giống với chiếc bị đắm, với 365 người, gồm cả phụ nữ và trẻ em, đã bị hư máy gần dàn khoan dầu Buri của Libya nhưng tàu tuần duyên Ý đã kéo họ về bến Tripoli. Có đến ba chiếc tàu có thể đã chìm ngoài khơi bờ biển Libya. Các tàu này không mang theo phao cấp cứu. Và có thể là hơn 300 người đã chết chìm ở biển.

## Thương vong
Sau hai ngày tìm kiếm, không thấy thêm xác người hay bất cứ ai còn sống sót hay xác chiếc tàu. Trong số những người mất tích có người Somalia, Nigeria, Eritrea, người Kurd ở Syria, người Algérie, Maroc, Palestine và Tunisia. Một người Tunisia sống sót đã ở trên tàu có tất cả 365 người. Trong tổng số 14 người gốc Tunisia, chỉ có ông ta thoát chết.